# Federació Patronal
La Federació Patronal fou una organització sindical patronal creada el 1919 per a contrarestar la força creixent de la CNT.
Presidida per Fèlix Graupera, reuní els sectors més intransigents de la burgesia industrial catalana, especialment de Barcelona. Després de participar en la Comissió Mixta de Treball (octubre de 1919), dictà el locaut de novembre del 1919 a gener del 1920 (que afectà uns 200.000 treballadors), impulsà la formació dels Sindicats Lliures i afavorí l'actuació del pistolerisme contra la CNT. Volgué una política per part del govern clarament repressiva envers el sindicalisme obrer i, en especial, l'empresonament dels principals caps cenetistes. Va aconseguir, en aquest sentit, la col·laboració del governador Martínez Anido (1920-21). El 1923 feu costat al cop militar de Primo de Rivera. Pertangué a la Confederación Patronal Española, i contribuí a reorganitzar-la per l'octubre del 1919.